# Герб Порховского района
Герб Порховского района — официальный символ муниципального образования «Порховский район» Псковской области. Принят 24 декабря 2020 года, внесён в Государственный геральдический регистр Российской Федерации под регистрационным номером 13637.

## Описание
Описание герба:
В лазоревом поле, под выходящей из серебряного облака дланью, на зелёной земле — золотой каменный за́мок в виде двух башен (с окнами в цвет поля), соединенных понижающейся влево зубчатой стеной со сквозным проездом
Герб может воспроизводиться в двух равноправных версиях: полной (с муниципальной короной — золотой короной о пяти видимых заострённых зубцах) и сокращённой (без короны).

## Обоснование символики
В основе герба лежит исторический герб города Порхова Псковского наместничества, утверждённый 28 мая (8 июня) 1781 года, описание которого гласит:

в верхней части щита герб Псковский; в нижней – «в голубом поле древний много претерпевший от осад замок, начинающий возобновляться, как по Истории значится».
Оригинальный текст (рус. дореф.)въ голубомъ полѣ древнiй многопретерпѣвшiй отъ осадъ замокъ, начинающiй возобновляться, какъ по Исторiи значится

Каменный замок в гербе символизирует древнюю историю города Порхова как одного из оборонительных рубежей в истории России. Город Порхов был основан новгородским князем Александром Невским в 1239 году в ходе создания системы крепостей на реке Шелонь с целью защиты юго-западных подступов к Новгороду. Порховская крепость неоднократно в своей истории сдерживала натиски иноземных войск.
Рука, выходящая из облака – один из символов псковских земель, символ божественного покровительства, защиты и благословения. Открытая ладонь также символизирует доброжелательность и радушие. Рука, выходящая из облаков, также символизирует и множество старинных православных церквей, сохранившихся на территории Порховского района до наших дней.
Примененные в гербе цвета в геральдике обозначают:
- серебро (белый цвет)  – символ чистоты, мудрости, благородства, мира, взаимосотрудничества;
- золото (жёлтый цвет) – символ богатства, справедливости, стабильности, уважения, великодушия;
- зеленый цвет – символ изобилия, жизни, возрождения, природы и надежды;
- лазурь (голубой, синий цвет) – символ красоты, чести, славы, преданности, истины, добродетели, чистого неба и водных объектов[2].

## История
До 2020 года в качестве герба Порховского района использовался герб, по композиции повторяющий исторический герб города Порхова 1781 года; в верхней половине были изображены фигуры герба Псковской области 1995 года, в нижней — в лазоревом поле золотой замок на зелёной земле.
Современный герб Порховского района утверждён Решением Собрания депутатов Порховского района от 24 декабря 2020 года № 285.

## Галерея

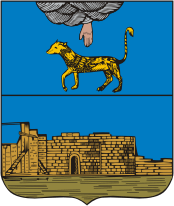
Исторический герб города Порхова (1781 год)
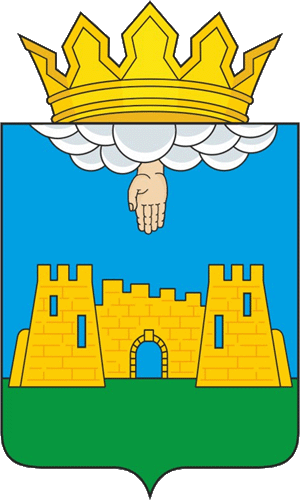
Полная версия с короной